# San Carlos (Guayas)
San Carlos, auch San Carlos de Naranjal, ist eine Ortschaft und eine Parroquia rural („ländliches Kirchspiel“) im Kanton Naranjal in der ecuadorianischen Provinz Guayas. Die Parroquia besitzt eine Fläche von 103,9 km². Die Einwohnerzahl lag im Jahr 2010 bei 6516. Die Einwohnerzahl lag 2019 bei etwa 8975.

## Lage
Die Parroquia San Carlos liegt im Küstentiefland im Südosten der Provinz Guayas am Fuße der westlichen Anden. Der Río Cañar fließt entlang der nördlichen Verwaltungsgrenze nach Westen. Dessen linker Nebenfluss Río Norcay begrenzt das Areal im Südwesten. Die Fernstraße E58 (Puerto Inca–La Troncal) durchquert den äußersten Westen der Parroquia. Der etwa 45 m hoch gelegene Hauptort San Carlos befindet sich am südlichen Flussufer des Río Cañar 23 km nordöstlich vom Kantonshauptort Naranjal.
Die Parroquia San Carlos grenzt im Westen an die Parroquia Taura, im Norden an die Parroquia  Pancho Negro (Kanton La Troncal), im Osten an die Provinz Azuay mit der Parroquia Molleturo (Kanton Cuenca) sowie im Süden an die Parroquia Jesús María.

## Orte und Siedlungen
In der Parroquia gibt folgende 14 Orte: 
- Barrio Nuevo
- Estrella
- Guayasaca
- La Compuerta
- Lechugal
- Luz de América
- Marcella
- Mata de Plátano
- Puerto Inca
- San Carlos
- Sulla
- Teresa de Patul
- Trobador
- Virgen del Mar

## Geschichte
Die Parroquia San Carlos wurde am 13. Dezember 1960 gegründet.